# Tank Dell
Pour les articles homonymes, voir Dell.
Nathaniel Jasper Dell Jr. dit Tank Dell, né le 29 octobre 1999 à Daytona Beach en Floride, est un sportif professionnel américain de football américain évoluant au poste de wide receiver dans la National Football League depuis la saison 2023 pour les Texans de Houston.
Il a joué au niveau universitaire pendant une saison pour les Bulldogs d'Alabama A&M (en) dans la NCAA Division I FCS, une saison pour les Pirates d'Independence (en) dans la National Junior College Athletic Association (NJCAA) et trois saisons pour les Cougars de Houston dans la NCAA Division I FBS avant d'être sélectionné en 69e choix du troisième tour de la draft 2023 de la NFL par les Texans de Houston.
Avec les Cougars, il est sélectionné en 2021 et 2022 dans la première équipe de l'Atlantic Coast Conference.

## Biographie

### Carrière universitaire
Dell étudie au lycée Mainland (en) à Daytona Beach en Floride. Il se lie ensuite initialement avec l'université internationale de Floride (FIU) pour y jouer au football américain universitaire mais choisit finalement de s'inscrire auprès de l'université l'Alabama A&M (en),. Après une saison dans la NCAA Division I FCS où il effectue 12 réceptions pour un gain de 364 yards et trois touchdowns, il obtient son transfert vers l'université communautaire d'Independence (en),. Il y joue pour les Pirates d'Independence (en) dans la National Junior College Athletic Association (NJCAA) mais n'y reste qu'une saison (52 réceptions ppur 766 yards et huit touchdowns). Il rejoint l'université de Houston en 2020 pour jouer avec les Cougars dans la NCAA Division I FBS. En huit matchs joués, il devient le meilleur receveur de son équipe totalisant 29 réceptions, 428 yards et trois touchdowns. La saison 2021 est encore meilleure puisqu'il totalise 90 réceptions pour 1 329 yards et 12touchdowns,. Il est également meilleur receveur de son équipe en 2022.

### Carrière professionnelle
| Taille               | Poids          | Bras            | Main           | Sprint   | Sprint   | Sprint   | Shuttle 20 yards | 3 cones drill | Détente   | Détente             | Développé couché | Test Wonderlic |
| Taille               | Poids          | Bras            | Main           | 40 yards | 10 yards | 20 yards | Shuttle 20 yards | 3 cones drill | verticale | horizontale         | Développé couché | Test Wonderlic |
| 1,74 m (5 ft 8 ⅜ in) | 75 kg (165 lb) | 77 cm (30 ½ in) | 22 cm (8 ⅝ in) | 4,49 s   | 1,49 s   | 2,57 s   | s                | -             | -         | 3,07 m (10 ft 1 in) | -                | -              |

#### Draft
Dell est sélectionné en 69e choix global lors du troisième tour de la draft 2023 de la NFL par la franchise des Texans de Houston.

#### 2023
Contre les Cardinals en 12e semaine, Dell réussit 8 réceptions (record en carrière) pour 149 yards (record en carrière) et un touchdown. La semaine suivante contre les Broncos, il se fracture le péroné ce qui met un terme à sa saison. Il est opéré le lendemain,. Il totalise sur sa saison 47 réceptions pour un gain de 709 yards et sept touchdowns.

## Statistiques

### Universitaires
| Année       | Équipe                      | Statut      | MJ |     | Passes réceptionnées | Passes réceptionnées | Passes réceptionnées | Passes réceptionnées |       | Courses | Courses | Courses | Courses |
| Année       | Équipe                      | Statut      | MJ | Nb. | Yards                | Moy.                 | TD                   | Nb.                  | Yards | Moy.    | TD      |         |         |
| 2018        | Bulldogs d'Alabama A&M (en) | Fr.         | 04 | 012 | 0 364                | 30,3                 | 03                   | -                    | -     | -       | -       |         |         |
| 2019        | Pirates d'Independence (en) | Fr.         | 10 | 052 | 0 766                | 14,7                 | 08                   | -                    | -     | -       | -       |         |         |
| 201         | Cougars de Houston          | So.         | 08 | 029 | 0 428                | 14,8                 | 03                   | -                    | -     | -       | -       |         |         |
| 201         | Cougars de Houston          | So.         | 14 | 090 | 1 329                | 14,8                 | 12                   | 1                    | 5     | 5,0     | 0       |         |         |
| 2022        | Cougars de Houston          | Jr.         | 13 | 109 | 1 398                | 12,8                 | 17                   | 4                    | 9     | 2,3     | 0       |         |         |
| Totaux NCAA | Totaux NCAA                 | Totaux NCAA | 49 | 292 | 4 285                | 12,8                 | 17                   | 5                    | 14    | 2,8     | 0       |         |         |

### Professionnelles
| Année      | Équipe            | MJ |                | Passes réceptionnées | Passes réceptionnées | Passes réceptionnées | Passes réceptionnées |                | Courses        | Courses        | Courses | Courses |  | Fumbles | Fumbles |
| Année      | Équipe            | MJ | Nb.            | Yards                | Moy.                 | TD                   | Nb.                  | Yards          | Moy.           | TD             | Nb.     | Perdus  |  |         |         |
| 2023       | Texans de Houston | 11 | 47             | 709                  | 15,1                 | 7                    | 11                   | 51             | 4,6            | 0              | 1       | 0       |  |         |         |
| 2024       | Texans de Houston | ?  | Saison à venir | Saison à venir       | Saison à venir       | Saison à venir       | Saison à venir       | Saison à venir | Saison à venir | Saison à venir | ?       | ?       |  |         |         |
| Totaux NFL | Totaux NFL        | 11 | 47             | 709                  | 15,1                 | 7                    | 11                   | 51             | 4,6            | 0              | 1       | 0       |  |         |         |

## Vie privée
Le 27 avril 2024, Dell est légèrement blessé lors d'une fusillade à Sanford en Floride. Il a pu sortir de l'hôpital le lendemain.